# Риашао дас Невис
Риашао дас Невис (на португалски: Riachão das Neves) е град и община в Източна Бразилия, щат Баия, мезорегион Крайно западна Баия, микрорегион Барейрас. Според Бразилския институт по география и статистика през 2010 г. общината има 21 941 жители.